# فخرالدین طریحی
فخرالدین طریحی (۹۷۹ هجری قمری تا ۱۰۸۷ یا ۱۰۸۵ هجری قمری) فرزند شیخ محمد علی طریحی متولد نجف از علمای بزرگ شیعه است. جزو معروف‌ترین تالیف‌های او می‌توان به «مجمع البحرین و مطلع النیرین» و «جامع المقال فیما یتعلق باحوال الدرایه و الرجال» اشاره کرد.

## تالیفات
1. الاحتجاج فی مسائل الاحتیاج.
2. الادله الداله علی مشروعیه العمل بالظن المستفاد من الکتاب و السنه.[۵]
3. الاربعون حدیثا[۶]
4. ایضاح الاحباب فی شرح خلاصه الحساب، در علم حساب
5. ترتیب خلاصه الاقوال علامه حلی
6. ترتیب مشیخه من لا یحضره الفقیه للشیخ الصدوق
7. تحفه الوارد و عقال الشارد، در علم لغت
8. تحفه الاخوان فی تقویه الایمان.[۷]
9. تقلید المیت (رساله‌ای در مسائل تقلید از مجتهد مرد)
10. التکمله و الذیل و الصله للصحاح جوهری، در لغت
11. جامع المقال فیما یتعلق باحوال الدرایه و الرجال (تمییز مشترکات من الرجال)
12. جامع الفوائد رد بر اخباری گری و اندیشه‌های میرزا محمد امین استر آبادی[۸]
13. المستطرفات فی شرح نهج الهداه، در شرح «نهج البلاغه»
14. مشارق النور، معروف به «مشارق الطریحیه» (تفسیر مختصر در قرآن)
15. مجمع البحرین و مطلع النیرین
16. المقتل یا المنتخب فی جمع المراثی و الخطب

## شاگردان
وی در طول زندگی خود شاگردان بسیار داشت که تعدادی از آن‌ها در ذیل آمده‌است:
1. علامه مجلسی
2. سید هاشم بن سلیمان بحرانی
3. شیخ صفی الدین
4. شیخ حسام الدین بن جمال الدین طریحی
5. شیخ حر عاملی محمد بن حسن
6. شیخ محمد امین بن محمد علی کاظمی
7. شیخ محمد بحرانی